# 昂加瓦灣
59°30′N 67°15′W / 59.500°N 67.250°W

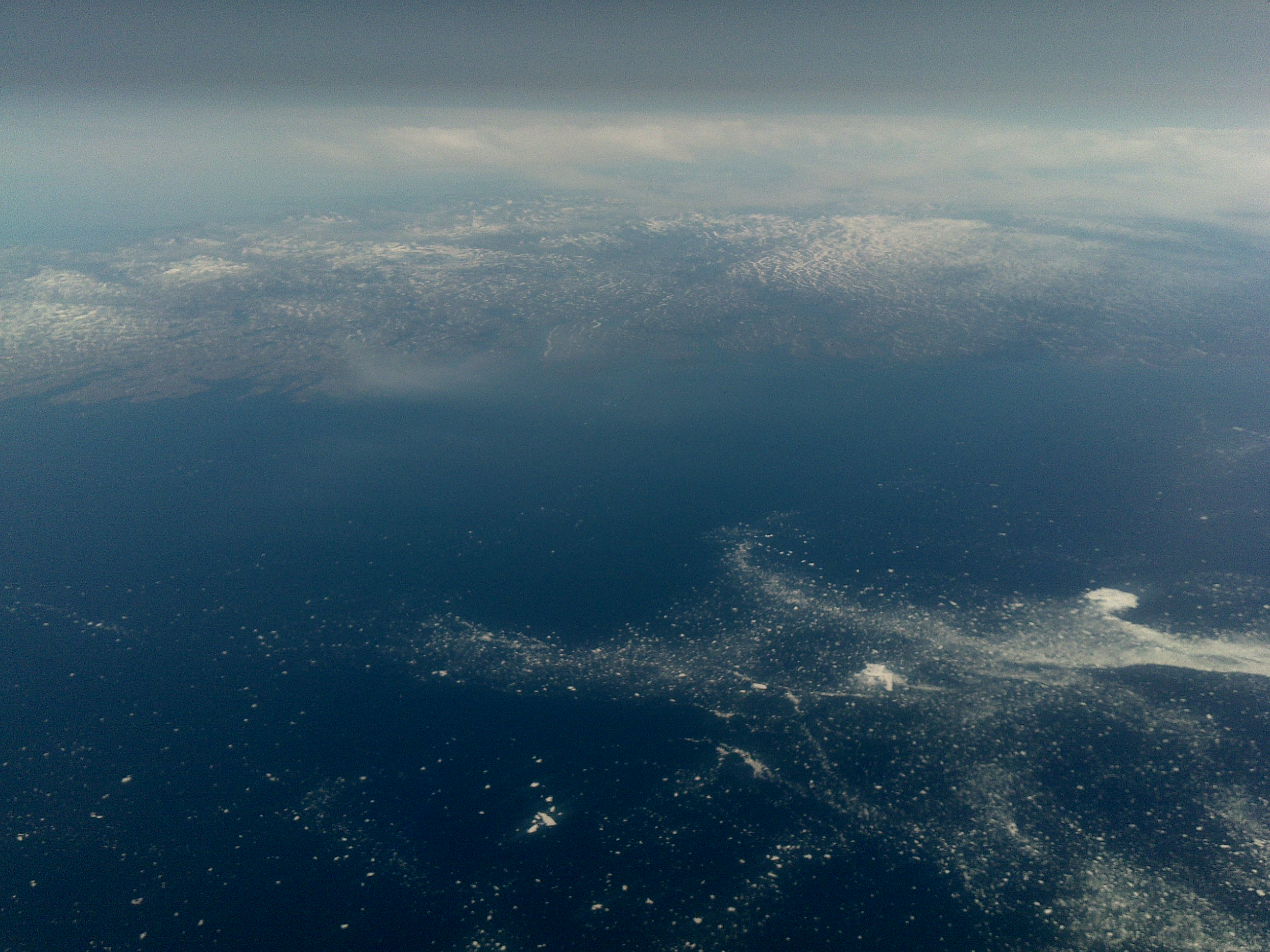

昂加瓦灣是加拿大的海灣，位於該國東北部哈得遜海峽，長320公里、寬260公里，面積50,000平方公里，每年平均降雨量400至450毫米，最大水深300米。

## 外部連結
- Across Arctic Ungava (1949) （页面存档备份，存于）. A online documentary from the National Film Board of Canada.